# Harmochirus zabkai
Harmochirus zabkai är en spindelart som beskrevs av Dmitri Viktorovich Logunov 2000 [200. Harmochirus zabkai ingår i släktet Harmochirus och familjen hoppspindlar. Inga underarter finns listade i Catalogue of Life.